# Бад-Доберан
Бад-Доберан (нім. Bad Doberan) — місто в Німеччині, розташоване в землі Мекленбург-Передня Померанія між Ростоком і Вісмаром на березі Балтійського моря. Входить до складу району Росток.
Площа — 32,74 км2. Населення становить 12 755 ос. (станом на 31 грудня 2020).
Імовірно назва міста походить від полабського слова dobry (добрий). У 1921 році назва отримала додаток Bad, що позначає курортне місто.
У 1886 році Бад-Доберан та Гайлігендам були з‘єднані вузкоколійною залізницею Молі, яка проходить вулицями міста.

## Цікаві факти
З 6 по 8 червня 2007 року в Гайлігендамі, районі міста Бад-Доберан, проходив 33-й самміт G8. Незадовго до цього міська влада одноголосно проголосувала за виключення Адольфа Гітлера зі списку почесних громадян, куди він був внесений у 1932 році.

## Галерея

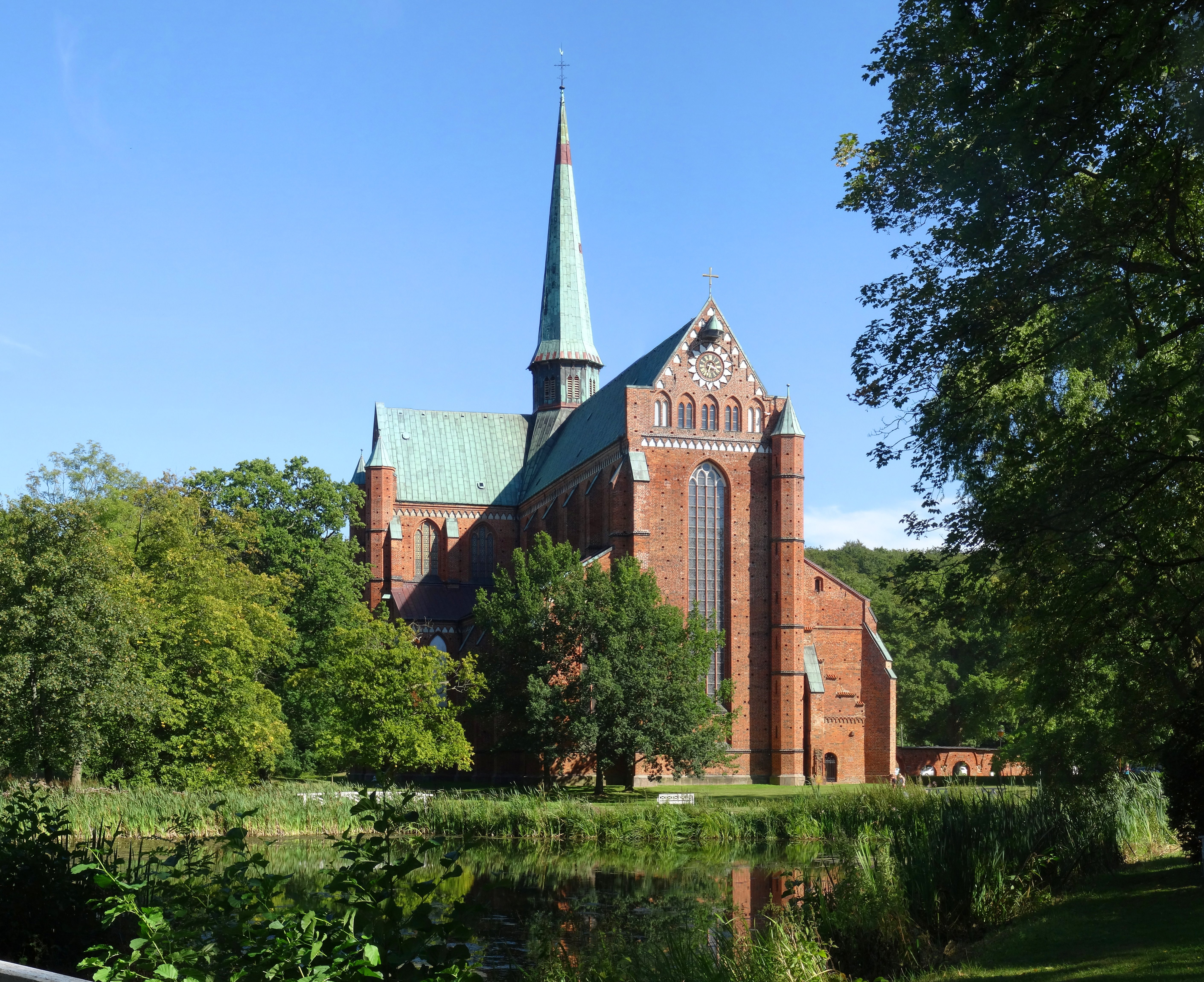
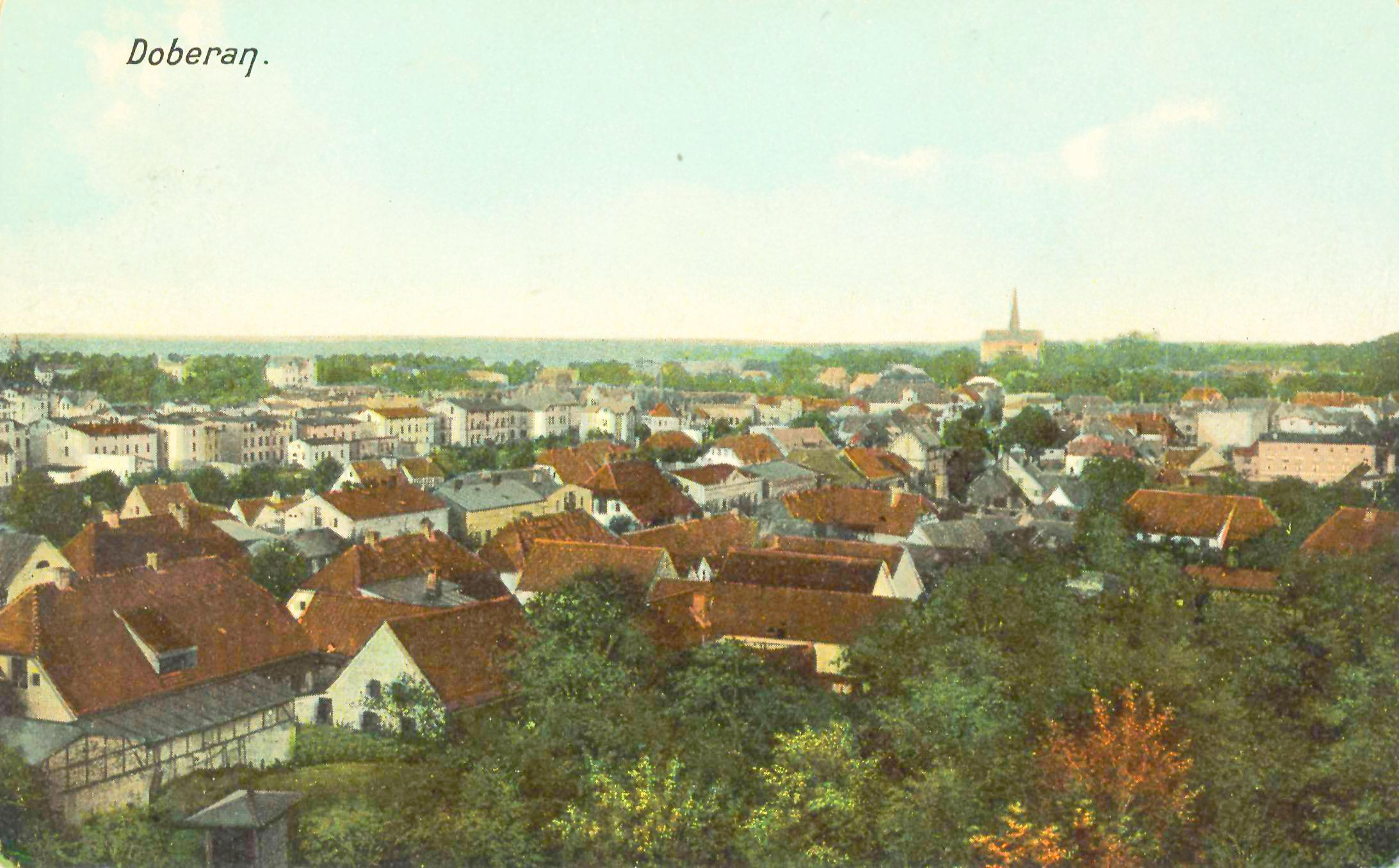
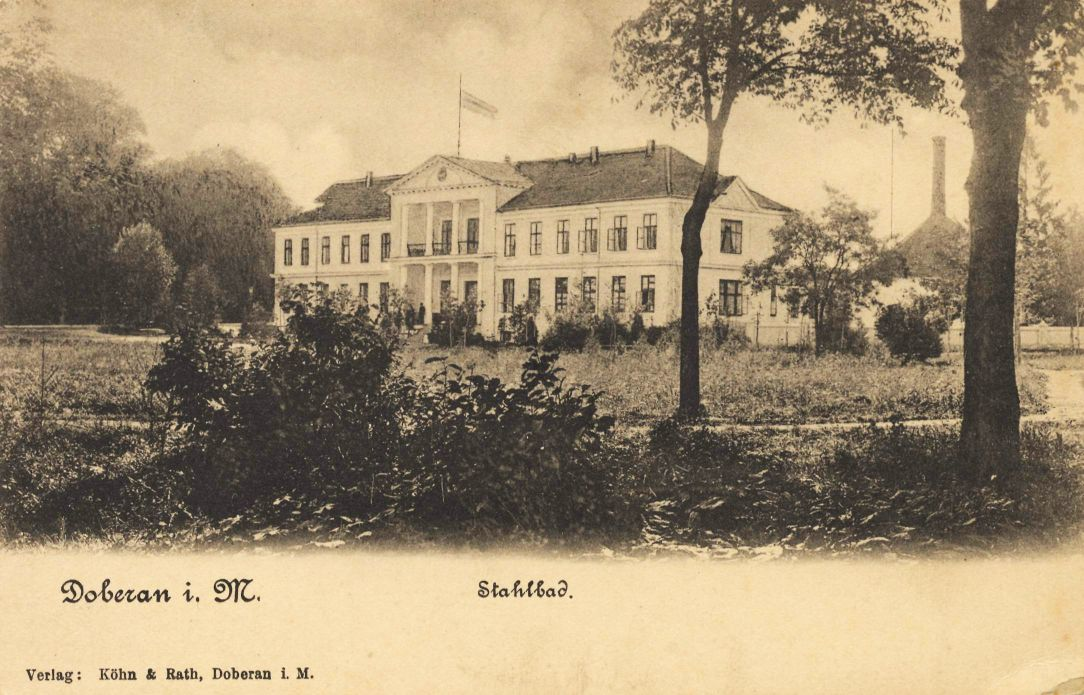
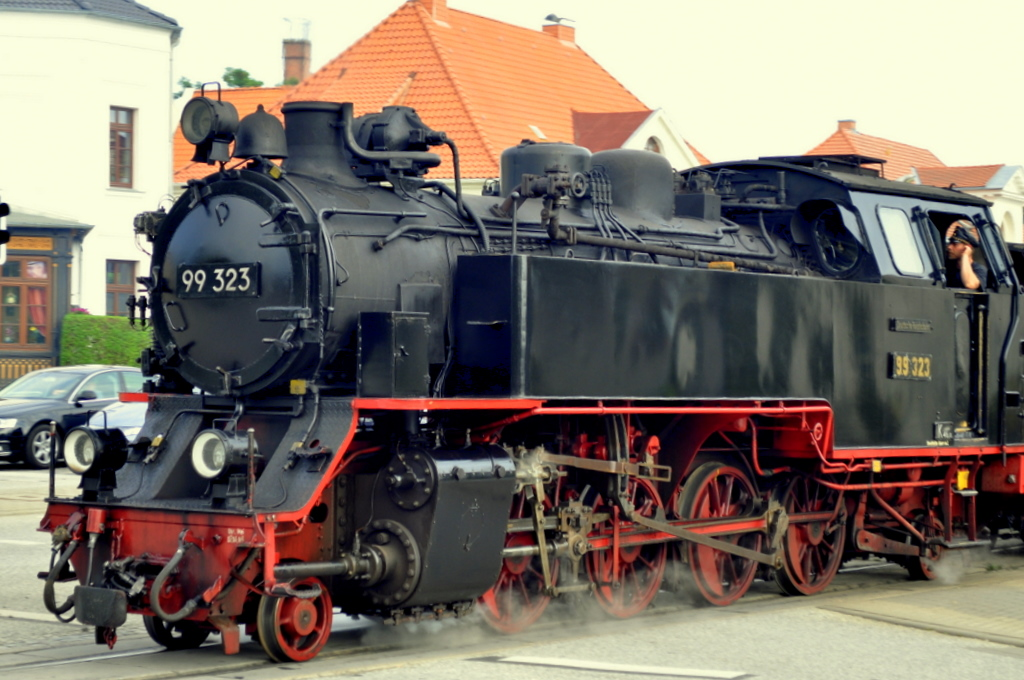
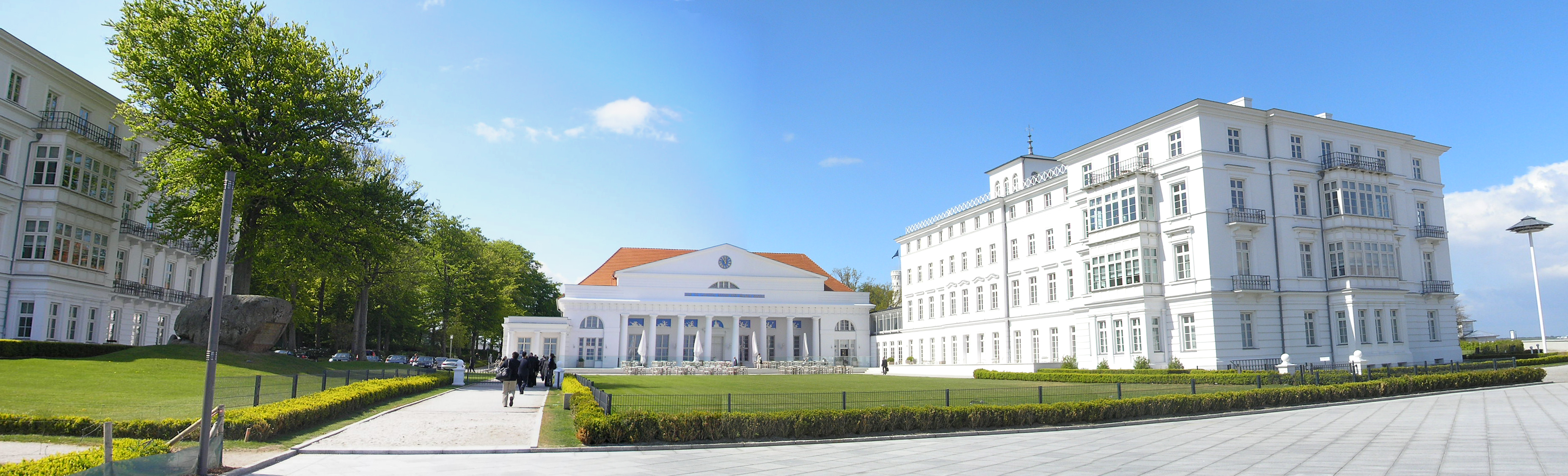
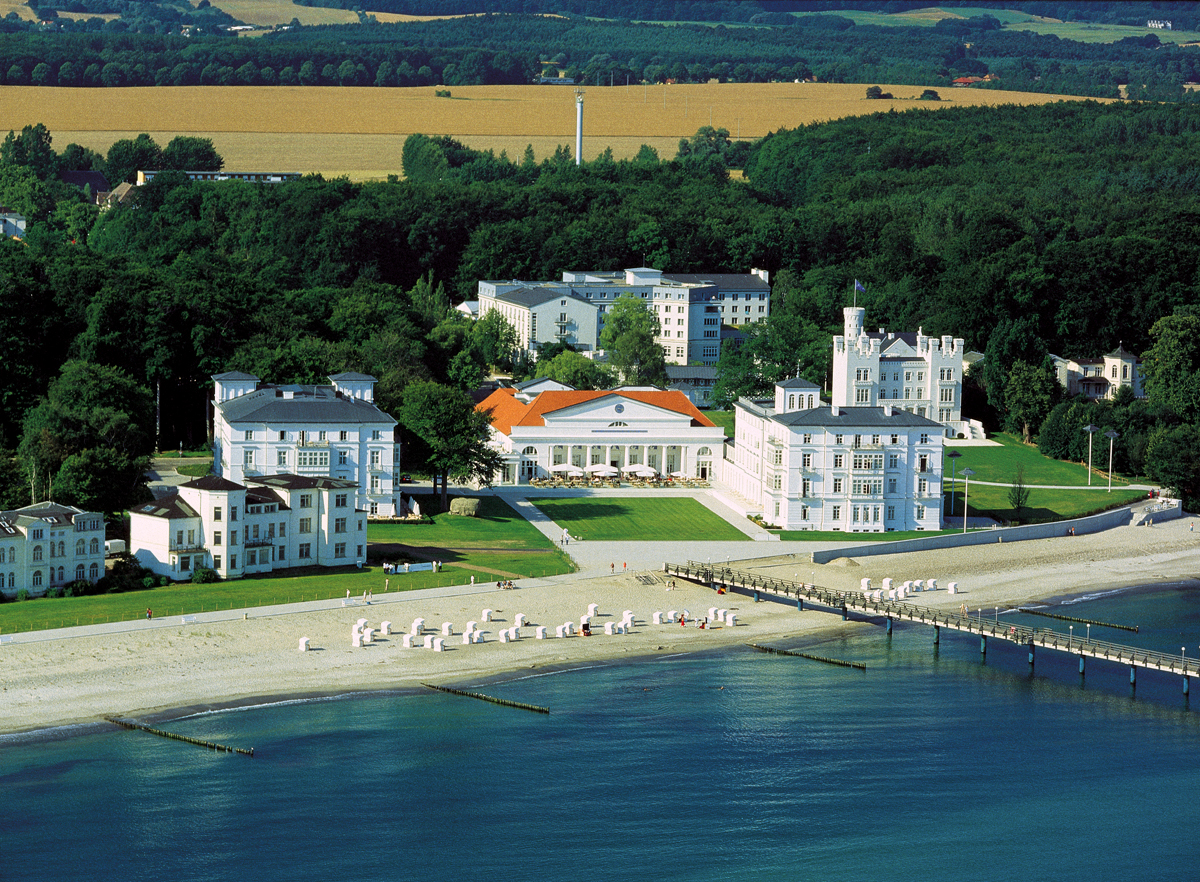